# 佐野浩之
佐野 浩之（さの ひろゆき、1968年10月6日 - ）は、静岡県富士宮市出身の陸上競技選手。静岡県富士宮市立第四中学校、静岡県立富士宮北高等学校、法政大学卒。
1992年バルセロナオリンピックで男子棒高跳に出場した。

## 参照資料
1. ↑  “Hiroyuki Sano Olympic Results”.  Sports Reference LLC. 2020年4月17日時点のオリジナルよりアーカイブ。2018年1月5日閲覧。